# Bahnstrecke Riesa–Nossen
| |                         |                                                  |                                                  |
| Streckennummer: | 6613; sä. RN            |                                                  |                                                  |
| Kursbuchstrecke (DB): | 508 (1998)              |                                                  |                                                  |
| Kursbuchstrecke: | 139a (1934) 164d (1946) |                                                  |                                                  |
| Streckenlänge: | 33,533 km               |                                                  |                                                  |
| Spurweite: | 1435 mm (Normalspur)    |                                                  |                                                  |
| Maximale Neigung: | 10 ‰                    |                                                  |                                                  |
| Minimaler Radius: | 400 m                   |                                                  |                                                  |
| Streckengeschwindigkeit: | 60 km/h                 |                                                  |                                                  |
| |                         |                                                  |                                                  |
| \| \| \| von Dresden-Neustadt \| \| \| \| −0,18 \| Riesa \| 106 m \| \| \| \| nach Leipzig Hbf \| \| \| \| \| nach Chemnitz Hbf \| \| \| \| 0,92 \| Infrastrukturgrenze DB Netz / NRE \| Infrastrukturgrenze DB Netz / NRE \| \| \| 1,16 \| Chemnitz Hbf–Riesa Chemnitzer Bf \| Chemnitz Hbf–Riesa Chemnitzer Bf \| \| \| 1,20 \| Bundesstraße 169 \| Bundesstraße 169 \| \| \| 1,40 \| Anst VEB Aropharmwerke \| Anst VEB Aropharmwerke \| \| \| 3,04 \| EÜ Wirtschaftsweg (11 m) \| EÜ Wirtschaftsweg (11 m) \| \| \| 3,12 \| Flutbrücke (17 m; verfüllt) \| Flutbrücke (17 m; verfüllt) \| \| \| 3,22 \| Jahnabrücke (34 m) \| Jahnabrücke (34 m) \| \| \| 3,36 \| EÜ Wirtschaftsweg (12 m) \| EÜ Wirtschaftsweg (12 m) \| \| \| 4,33 \| Nickritz (ehem. Bf) \| 114 m \| \| \| 5,01 \| Brücke Keppritzbach (13 m) \| Brücke Keppritzbach (13 m) \| \| \| 7,75 \| Prausitz \| 140 m \| \| \| \| Bundesstraße 6 \| \| \| \| 14,09 \| Lommatzsch \| 158 m \| \| \| \| Schmalspurbahn nach Döbeln-Gärtitz und Wilsdruff \| \| \| \| 18,15 \| Brücke Leuben (34 m) \| Brücke Leuben (34 m) \| \| \| \| (Schmalspurbahn Wilsdruff–Gärtitz) \| \| \| \| 18,30 \| Brücke Ketzerbach (Elbe) (13 m) \| Brücke Ketzerbach (Elbe) (13 m) \| \| \| 18,69 \| Brücke Bahnhofstraße (22 m) \| Brücke Bahnhofstraße (22 m) \| \| \| 18,99 \| Leuben (b. Riesa) (ehem. Bf) \| 160 m \| \| \| 20,11 \| Brücke Ketzerbach (24 m) \| Brücke Ketzerbach (24 m) \| \| \| 21,03 \| EÜ (11 m) \| EÜ (11 m) \| \| \| 21,31 \| EÜ (16 m) \| EÜ (16 m) \| \| \| 21,38 \| Brücke Ketzerbach (13 m) \| Brücke Ketzerbach (13 m) \| \| \| 22,05 \| EÜ (13 m) \| EÜ (13 m) \| \| \| 22,45 \| Ziegenhain (Sachs) \| 185 m \| \| \| 23,03 \| EÜ (11 m) \| EÜ (11 m) \| \| \| 25,40 \| Oberstößwitz (ehem. Ldst) \| 200 m \| \| \| 25,66 \| EÜ (10 m) \| EÜ (10 m) \| \| \| 27,15 \| EÜ (13 m) \| EÜ (13 m) \| \| \| 27,31 \| Starbach (ehem. Bf) \| 218 m \| \| \| 28,75 \| Awanst Rewe \| Awanst Rewe \| \| \| \| Bundesautobahn 14 \| \| \| \| 29,78 \| Awanst Tanklager Rhäsa \| Awanst Tanklager Rhäsa \| \| \| 31,79 \| Brücke Freiberger Mulde (90 m) \| Brücke Freiberger Mulde (90 m) \| \| \| 32,01 \| EÜ Zellaer Straße (10 m) \| EÜ Zellaer Straße (10 m) \| \| \| \| von Borsdorf (Sachs) \| \| \| \| \| von (Moldava–) Holzhau \| \| \| \| 33,36 \| Nossen \| 220 m \| \| \| \| Schmalspurbahn nach Freital-Potschappel \| \| \| \| \| nach Coswig (b Dresden) \| \| |                         |                                                  |                                                  |
| Strecke |                         | von Dresden-Neustadt                             | von Dresden-Neustadt                             |
| Bahnhof | −0,18                   | Riesa                                            | 106 m                                            |
| Abzweig geradeaus und nach rechts |                         | nach Leipzig Hbf                                 | nach Leipzig Hbf                                 |
| Abzweig ehemals geradeaus und nach rechts |                         | nach Chemnitz Hbf                                | nach Chemnitz Hbf                                |
| Wechsel des Eisenbahninfrastrukturunternehmens (Strecke außer Betrieb) | 0,92                    | Infrastrukturgrenze DB Netz / NRE                | Infrastrukturgrenze DB Netz / NRE                |
| Kreuzung geradeaus oben (Strecken außer Betrieb) | 1,16                    | Chemnitz Hbf–Riesa Chemnitzer Bf                 | Chemnitz Hbf–Riesa Chemnitzer Bf                 |
| Brücke (Strecke außer Betrieb) | 1,20                    | Bundesstraße 169                                 | Bundesstraße 169                                 |
| Abzweig geradeaus und nach links (Strecke außer Betrieb) | 1,40                    | Anst VEB Aropharmwerke                           | Anst VEB Aropharmwerke                           |
| Brücke (Strecke außer Betrieb) | 3,04                    | EÜ Wirtschaftsweg (11 m)                         | EÜ Wirtschaftsweg (11 m)                         |
| Brücke (Strecke außer Betrieb) | 3,12                    | Flutbrücke (17 m; verfüllt)                      | Flutbrücke (17 m; verfüllt)                      |
| Brücke über Wasserlauf (Strecke außer Betrieb) | 3,22                    | Jahnabrücke (34 m)                               | Jahnabrücke (34 m)                               |
| Brücke (Strecke außer Betrieb) | 3,36                    | EÜ Wirtschaftsweg (12 m)                         | EÜ Wirtschaftsweg (12 m)                         |
| Haltepunkt / Haltestelle (Strecke außer Betrieb) | 4,33                    | Nickritz (ehem. Bf)                              | 114 m                                            |
| Brücke über Wasserlauf (Strecke außer Betrieb) | 5,01                    | Brücke Keppritzbach (13 m)                       | Brücke Keppritzbach (13 m)                       |
| Bahnhof (Strecke außer Betrieb) | 7,75                    | Prausitz                                         | 140 m                                            |
| Brücke (Strecke außer Betrieb) |                         | Bundesstraße 6                                   | Bundesstraße 6                                   |
| Bahnhof (Strecke außer Betrieb) | 14,09                   | Lommatzsch                                       | 158 m                                            |
| Abzweig geradeaus und nach links (Strecke außer Betrieb) |                         | Schmalspurbahn nach Döbeln-Gärtitz und Wilsdruff | Schmalspurbahn nach Döbeln-Gärtitz und Wilsdruff |
| Kreuzung geradeaus oben (Strecken außer Betrieb) | 18,15                   | Brücke Leuben (34 m)                             | Brücke Leuben (34 m)                             |
| Strecke (außer Betrieb) |                         | (Schmalspurbahn Wilsdruff–Gärtitz)               | (Schmalspurbahn Wilsdruff–Gärtitz)               |
| Brücke über Wasserlauf (Strecke außer Betrieb) | 18,30                   | Brücke Ketzerbach (Elbe) (13 m)                  | Brücke Ketzerbach (Elbe) (13 m)                  |
| Brücke (Strecke außer Betrieb) | 18,69                   | Brücke Bahnhofstraße (22 m)                      | Brücke Bahnhofstraße (22 m)                      |
| Haltepunkt / Haltestelle (Strecke außer Betrieb) | 18,99                   | Leuben (b. Riesa) (ehem. Bf)                     | 160 m                                            |
| Brücke über Wasserlauf (Strecke außer Betrieb) | 20,11                   | Brücke Ketzerbach (24 m)                         | Brücke Ketzerbach (24 m)                         |
| Brücke (Strecke außer Betrieb) | 21,03                   | EÜ (11 m)                                        | EÜ (11 m)                                        |
| Brücke (Strecke außer Betrieb) | 21,31                   | EÜ (16 m)                                        | EÜ (16 m)                                        |
| Brücke über Wasserlauf (Strecke außer Betrieb) | 21,38                   | Brücke Ketzerbach (13 m)                         | Brücke Ketzerbach (13 m)                         |
| Brücke (Strecke außer Betrieb) | 22,05                   | EÜ (13 m)                                        | EÜ (13 m)                                        |
| Kopfbahnhof Strecke bis hier außer Betrieb | 22,45                   | Ziegenhain (Sachs)                               | 185 m                                            |
| Brücke | 23,03                   | EÜ (11 m)                                        | EÜ (11 m)                                        |
| Haltepunkt / Haltestelle | 25,40                   | Oberstößwitz (ehem. Ldst)                        | 200 m                                            |
| Brücke | 25,66                   | EÜ (10 m)                                        | EÜ (10 m)                                        |
| Brücke | 27,15                   | EÜ (13 m)                                        | EÜ (13 m)                                        |
| Haltepunkt / Haltestelle | 27,31                   | Starbach (ehem. Bf)                              | 218 m                                            |
| Abzweig geradeaus und ehemals von rechts | 28,75                   | Awanst Rewe                                      | Awanst Rewe                                      |
| Strecke mit Straßenbrücke |                         | Bundesautobahn 14                                | Bundesautobahn 14                                |
| Abzweig geradeaus und von rechts | 29,78                   | Awanst Tanklager Rhäsa                           | Awanst Tanklager Rhäsa                           |
| Brücke über Wasserlauf | 31,79                   | Brücke Freiberger Mulde (90 m)                   | Brücke Freiberger Mulde (90 m)                   |
| Brücke | 32,01                   | EÜ Zellaer Straße (10 m)                         | EÜ Zellaer Straße (10 m)                         |
| Abzweig geradeaus und von rechts |                         | von Borsdorf (Sachs)                             | von Borsdorf (Sachs)                             |
| Abzweig geradeaus und von rechts |                         | von (Moldava–) Holzhau                           | von (Moldava–) Holzhau                           |
| Bahnhof | 33,36                   | Nossen                                           | 220 m                                            |
| Abzweig geradeaus und ehemals nach rechts |                         | Schmalspurbahn nach Freital-Potschappel          | Schmalspurbahn nach Freital-Potschappel          |
| Strecke |                         | nach Coswig (b Dresden)                          | nach Coswig (b Dresden)                          |

Die Bahnstrecke Riesa–Nossen ist eine Nebenbahn in Sachsen. Sie verläuft durch die Lommatzscher Pflege von Riesa über Lommatzsch nach Nossen. Derzeit wird nur noch das Tanklager Rhäsa im Güterverkehr von Nossen aus bedient, die restliche Strecke ist seit 2008 stillgelegt und wird seit 2014 abschnittsweise für einzelne Güterverkehrsbedienungen reaktiviert.

## Geschichte

Bahnhof Lommatzsch um 1910

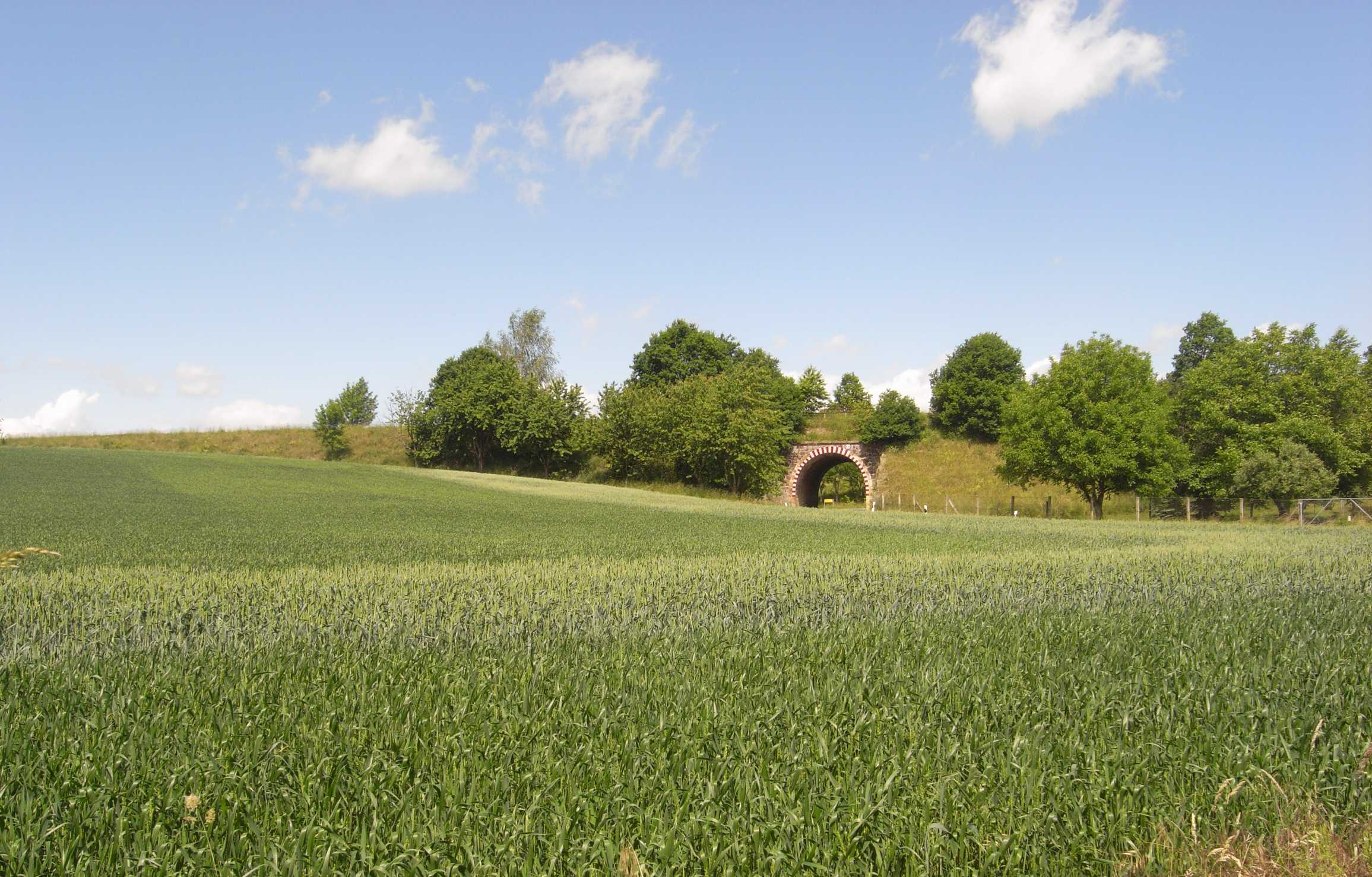
Brücke bei Kreißa im Ketzerbachtal

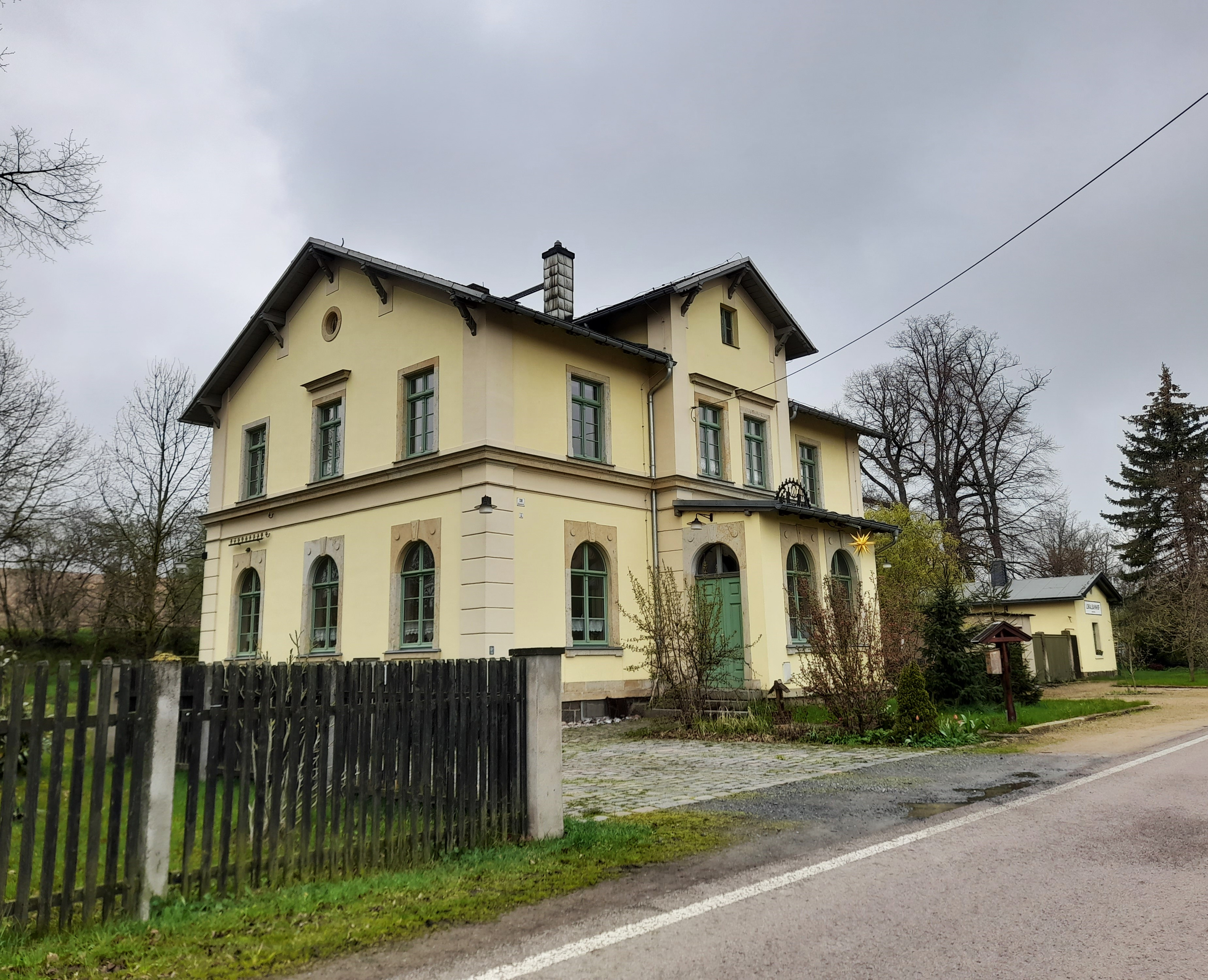
Haltepunkt Leuben (b Riesa), Empfangsgebäude (2023)

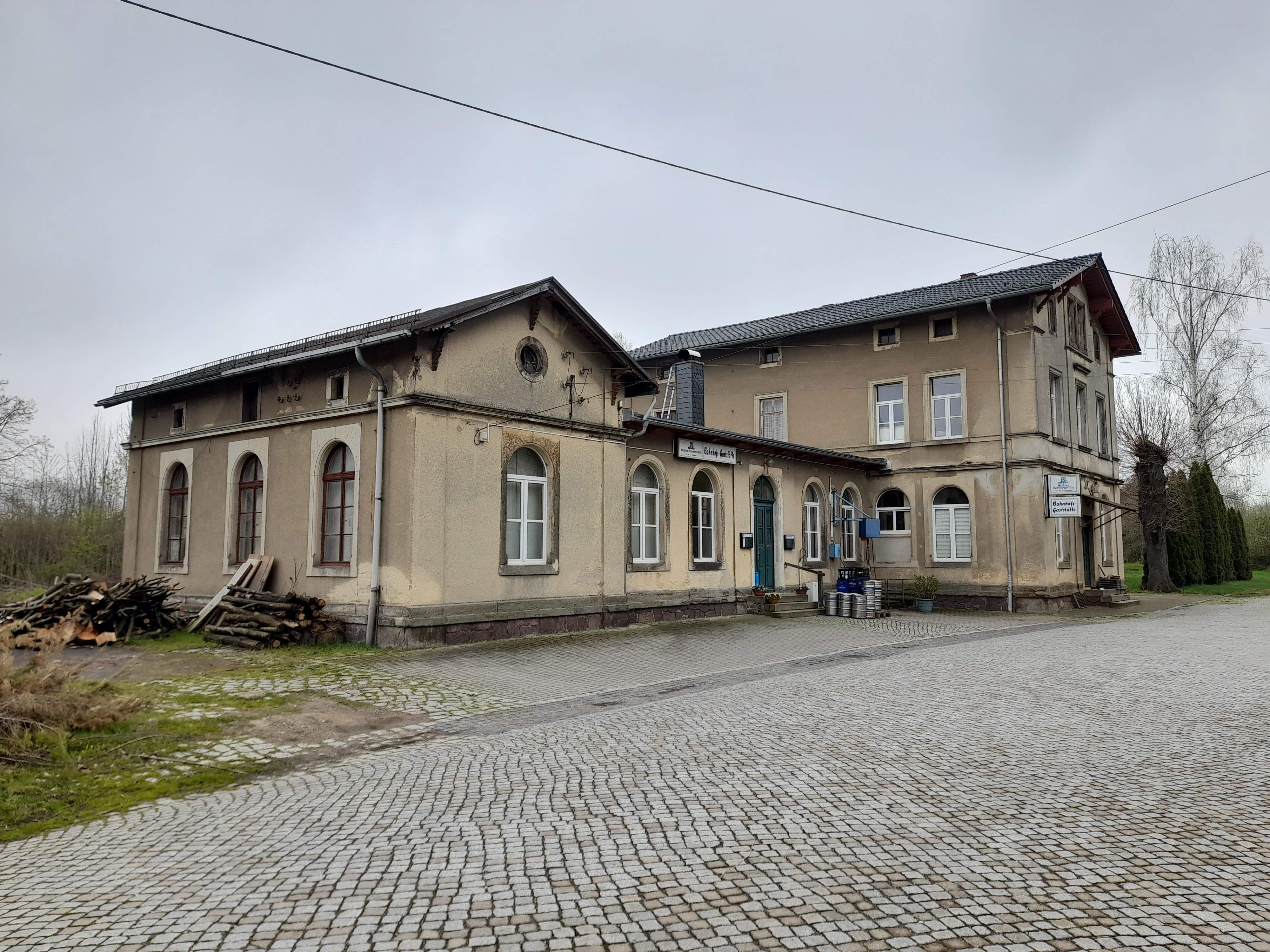
Bahnhof Ziegenhain (Sachs), Empfangsgebäude (2023)

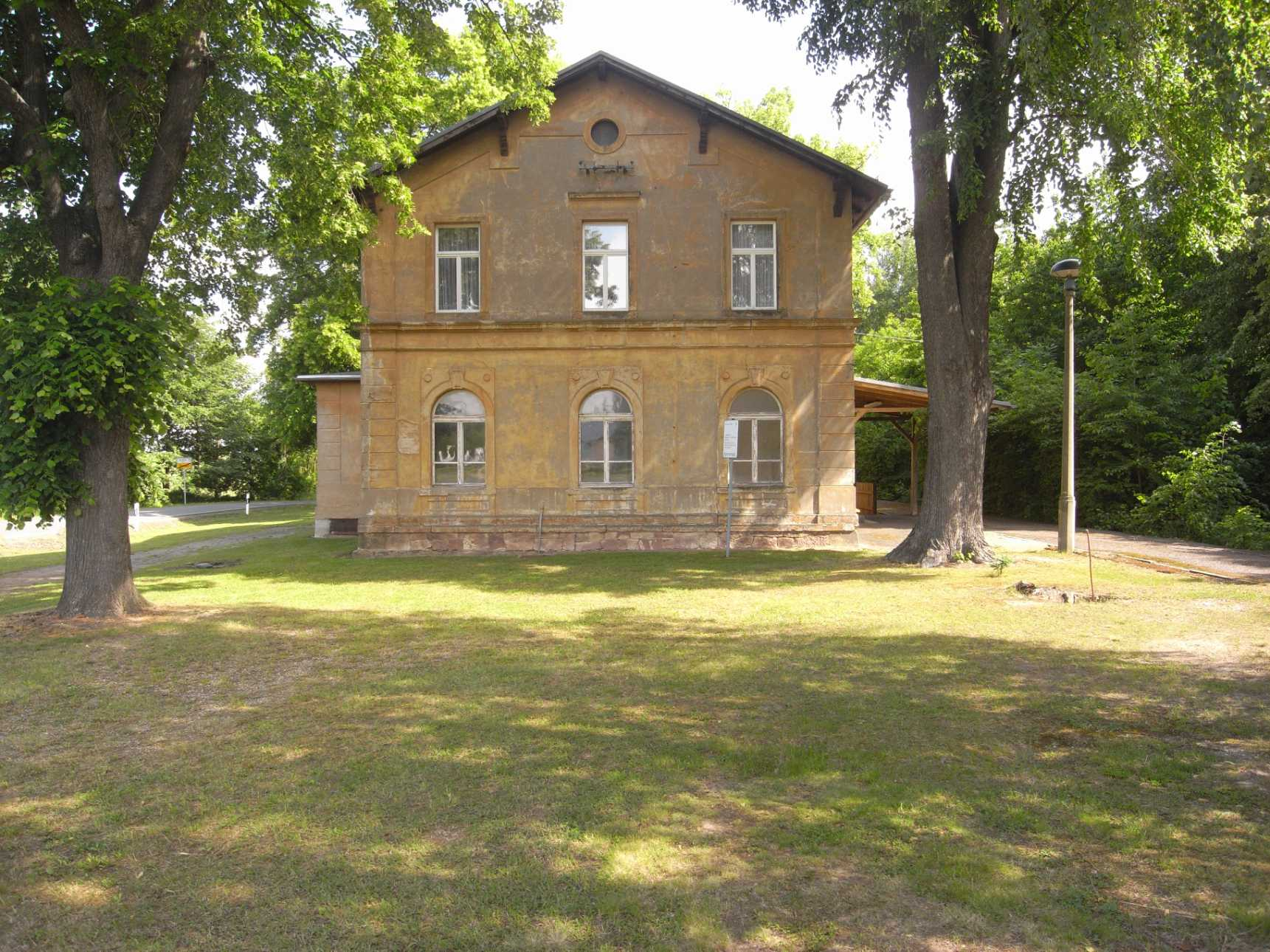
Bahnhof Starbach (2012)

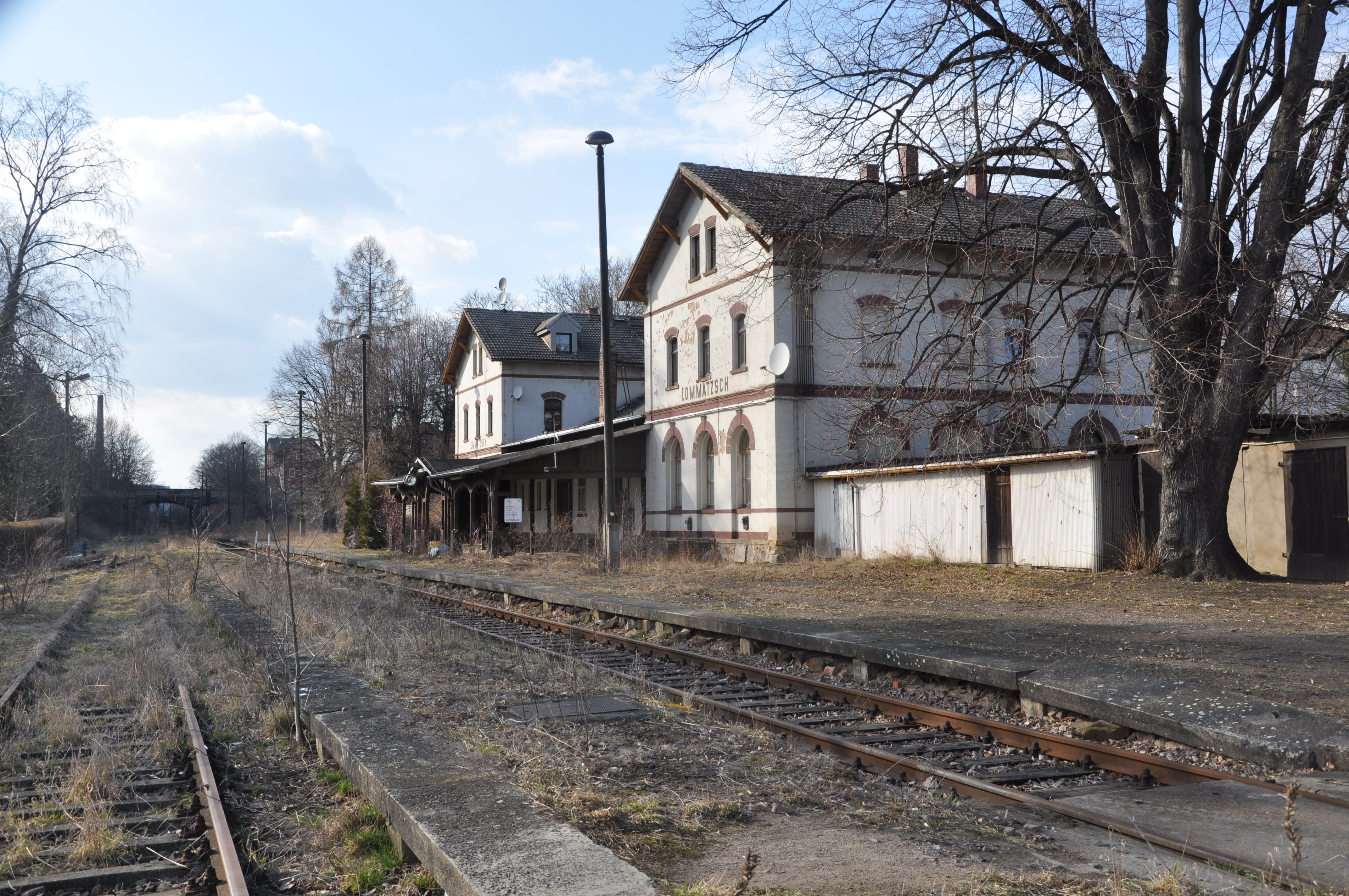
Bahnhof Lommatzsch (2013)

Als 1873 die Strecke zwischen Nossen und Freiberg in Betrieb genommen wurde, entstand schon bald in den nördlich gelegenen Städten Lommatzsch und Riesa die Forderung nach Fortsetzung dieser Linie nach Riesa zum Anschluss an die Leipzig-Dresdner Eisenbahn. Dabei spielte vor allem der Wunsch nach einem preiswerten Transportweg für böhmische Kohle eine Rolle, war doch die Fortführung der Nossen-Freiberger Linie nach Böhmen bereits im Bau. Die Leipzig-Dresdner Eisenbahn-Compagnie (LDE) bekam 1873 die Konzession für die Strecke Riesa–Nossen erteilt.
Im Juli 1875 begann der Bau von Riesa aus. Fertiggestellt wurde die Strecke letztlich in Regie der Königlich Sächsischen Staatseisenbahnen; war doch am 1. Januar 1876 die Leipzig-Dresdner Eisenbahn-Compagnie in Staatseigentum übergegangen. Eröffnet wurde der Abschnitt bis Lommatzsch am 5. April 1877, die restliche Strecke bis Nossen am 15. Oktober 1880.
Im Dezember 1884 war der durchgehende Schienenweg nach Böhmen fertiggestellt, damit bestand nunmehr eine direkte Verbindung vom nordböhmischen Braunkohlerevier nach Mittelsachsen. Die Strecke Riesa–Nossen erlangte in der Folgezeit trotzdem nicht die ihr zugedachte Bedeutung, was sich etwa auch in der 1880 erfolgten Einstufung als Sekundärbahn niederschlägt. Für die Entwicklung der Lommatzscher Pflege war die Strecke hingegen durchaus wichtig. Zwischen 1909 und 1972 war Lommatzsch Spurwechselbahnhof zur Schmalspurbahn Wilsdruff–Gärtitz. Hier war  die Abfuhr landwirtschaftlicher Produkte – vor allem Zuckerrüben – bedeutsam.
Nach der politischen Wende im Osten Deutschlands entstand nahe der Bundesautobahn 14 bei Rhäsa ein Gewerbegebiet. Dort wurden zwei neue für den Güterverkehr wichtige Anschlussgleise zu einem Tanklager und einem Logistikzentrum der REWE Group errichtet.
Als der Freistaat Sachsen 1997 auf den meisten schwach ausgelasteten Nebenstrecken den Reiseverkehr abbestellte, bekam die Verbindung Riesa–Nossen noch eine Gnadenfrist. Obwohl sich die Landkreise Riesa-Großenhain und Meißen für einen Weiterbetrieb einsetzten, entschied sich der nun zuständige Zweckverband Verkehrsverbund Oberelbe aus finanziellen Gründen für eine Abbestellung des Reisezugverkehrs. Zum Fahrplanwechsel am 24. Mai 1998 wurde der Reisezugverkehr eingestellt. Ab 1. Januar 2000 war auch kein Güterverkehr zwischen Riesa und Starbach mehr möglich. Am 31. Dezember 2007 wurde die Strecke vom Anschluss Tanklager Rhäsa bis Riesa offiziell stillgelegt.
Seitdem verkehren nur noch Güterzüge für die Bedienung des Tanklagers Rhäsa. Der Bau der Ortsumgehung Riesa der Bundesstraße 169 unterbrach die Strecke bei Riesa, der Neubau einer Brücke erfolgte nicht mehr.
Im Januar 2009 wurde die von DB Netz beantragte Entwidmung der Strecke vom Eisenbahnbundesamt abgelehnt. Begründet wurde das mit einem immer noch bestehenden Verkehrsbedürfnis. Die Kosten für den nun nötigen Neubau zweier Brücken in Riesa und Lommatzsch wurden mit 3 Millionen Euro angegeben. Die Stadt Lommatzsch erneuerte die Straßenbrücke über die Bahnstrecke 2010, trotz höherer Kosten, um die Möglichkeit der Erreichbarkeit des Bahnhofs aus Nossen aufrechtzuerhalten.
Am 16. Januar 2014 wurde nach langen Verhandlungen ein Pachtvertrag für die etwa 30 km lange Strecke von Riesa bis zum Tanklager Rhäsa zwischen der DB Netz AG und der 2008 gegründeten Nossen-Riesaer Eisenbahn-Compagnie (NRE) GmbH abgeschlossen, welche die Strecke für den Güterverkehr reaktivieren will. Am 30. Juni 2014 wurde als erster Abschnitt der Streckenteil bis zum ehemaligen Bahnhof Starbach als Anschlussbahn abgenommen. Am 1. Juli wurde er erstmals nach 12 Jahren wieder von einem Zug befahren, der Getreide vom örtlichen Großlager zum ca. 450 Kilometer entfernten Ostseehafen Vierow brachte.
Am 1. Juni 2015 übernahm die NRE schließlich auch den Abschnitt von Rhäsa bis Nossen von der DB Netz AG, so dass sie nun die gesamte Strecke pachtet.
Bis 2018 setzte die NRE auch den Abschnitt Ziegenhain–Starbach instand. Am 10. Januar 2018 erhielt die NRE von der Landeseisenbahnaufsicht Sachsen die Genehmigung zum Betrieb des Abschnitts Ziegenhain–Starbach als Anschlussbahn. Aus diesem Anlass fuhren am 23. Juni 2018 erstmals seit 20 Jahren wieder Züge im Personenverkehr.
Im Jahr 2021 begann die Erneuerung des Abschnitts von Prausitz bis Ziegenhain, die bislang nicht abgeschlossen wurde.